# 嫦娥奔月

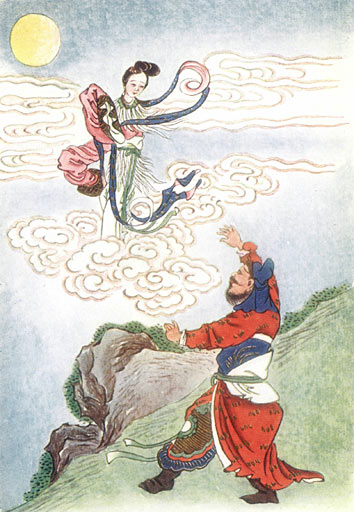
嫦娥奔月

嫦娥奔月是中国古代民间传说之一。讲述嫦娥偷吃仙藥飞上月球，从此与丈夫羿天地相隔的故事。中秋节这个中国传统节日便是从嫦娥奔月这则民间传说而来。
关于嫦娥奔月的传说，在民间有各种不同的说法，最早这则故事出现在西汉文献《淮南子》中。

## 起源与原型
根据文献记载，最早纪录嫦娥事迹的是商代的巫卜書籍。
南朝齐国的刘勰在成书于公元501至502年的《文心雕龙·诸子》篇中记载：“《归藏》之经，大明迂怪，乃称羿毙十日，姮娥奔月。”
其後南朝梁国萧统在《文选》中选入了王僧达的《祭颜光禄文》，其中有“凉阴掩轩，娥月寝辉”的句子。
漢人為避文帝劉恆諱，改姮為嫦。「姮」音「恆」，恆常不變之意，是為嫦娥。
唐朝的李善在注释时写道：“《周易》、《归藏》曰，昔日常娥以西王母不死之药服之，遂奔月，为月精”。同样提及《归藏》中嫦娥奔月的记录。
现存最早的直接记录嫦娥奔月的文本是西漢初期的《淮南子》（公元前139年成书）。其中使用了嫦娥奔月的故事作为典故引用：“羿請不死之藥於西王母，姮娥竊以奔月，悵然有喪，無以續之。”东汉高诱为《淮南子》作的注解中写道：“姮娥，羿妻也。羿请不死之药于西王母，未及服之，姮娥盗食之，得仙奔入月中，为月精也。”唐代《初学记》引用古本的《淮南子》，其中的版本则是：“羿请不死之药于西王母，羿妻姮娥窃之奔月，托身于月，是为蟾蜍，而为月精”。
南朝梁国刘昭编写的《后汉书·天文志上》补注引东汉张衡所著《灵宪》曰：“羿请无死之药于西王母，姮娥窃之以奔月。将往，枚筮之于有黄。有黄占之曰：『吉。翩翩归妹，独将西行，逢天晦芒，毋惊毋恐，后其大昌』。姮娥遂托身于月，是为蟾蠩。”晋代干宝所著《搜神记》中的记述也与此基本相同，应当是引自《灵宪》。1993年3月，湖北江陵王家台15號秦墓中出土了《歸藏》，稱為王家台秦簡歸藏。其中的《归妹》卦辞为：「昔者恒我（姮娥）窃毋死之药于西王母，服之以（奔）月。将往，而枚占于有黄。有黄占之曰：『吉。翩翩归妹，独将西行。逢天晦芒，毋惊毋恐，后且大昌』。恒我遂托身于月，是为蟾蠩。」

## 傳说版本

### 嫦娥奔月一般版
相傳远古的时候，天上突然出现十个太阳，晒得老百姓民不聊生。有一个力大无比的壮汉名為后羿，他决心为老百姓解除这个苦难。后羿登上昆仑山顶，运足气力，拉满神弓並一口气射下九个太阳。并且对天上最后一个太阳说：“从今以后，你每天必须按时升起，按时落下，为民造福。”
后羿为老百姓除害，大伙都很敬重他。皆拜他为师，跟他学习武艺。有个叫逄蒙的人，为人奸诈贪婪，也随着众人拜在后羿门下。后羿妻子嫦娥是个美丽善良的女子。她经常接济生活贫苦的乡亲，乡亲们都非常喜欢她。
一天，西王母送给后羿一顆仙药。据说人吃了这种药，不但能长生不老，还可以升天成仙。可后羿不愿意离开嫦娥，就让她将仙药藏在百宝匣里。这件事不知怎么被蓬蒙知道，他一心想仙药弄到手。八月十五日清晨，后羿要带弟子出门去，蓬蒙假装生病，留了下来。到了晚上，蓬蒙手提宝剑，迫不及待地闯进后羿家里，威逼嫦娥把仙药交出来。嫦娥心里想，让这样的人吃了长生不老药，不是要害更多的人吗。于是便机智地与蓬蒙周旋。蓬蒙见嫦娥不肯交出仙药，就翻箱倒柜，四处搜寻。眼看就要搜到百宝匣了，嫦娥疾步向前，取出仙药，一口吞了下去。嫦娥吃了仙药，突然飘飘悠悠地飞了起来。她飞出了窗子，飞过了洒满银辉的郊野，越飞越高。碧蓝碧蓝的夜空挂着一轮明月，嫦娥一直朝着月亮飞去。
后羿外出回来，不见嫦娥。焦急冲出门外，只见皓月当空，月亮上树影婆娑，一只玉兔在树下跳来跳去。看見妻子正站在一棵桂树旁深情地凝望着自己。“嫦娥，嫦娥”后羿连声呼唤，不顾一切地朝着月亮追去。可是他向前追三步，月亮就向后退三步，怎么也追不上。乡亲们很想念好心的嫦娥，在院子里摆上嫦娥平日爱吃的食品，遥遥地为她祝福。从此以后每年八月十五，就成為中秋节。

### 抛夫独吞版
嫦娥知道丈夫后羿从西王母那儿讨来了不死之药，就生了服药成仙之心。有一天，就趁着后羿不注意，獨吞了不死药，然后就飞到月宫。

### 后羿赠药版
据古籍《墉城集仙录》记载：“吴姮娥，羿妻也，羿司射卫黄帝之宫，入宫得琼药之丹以与姮娥，服，飞入月宫，为月中之官。
这句话的大概意思是说后羿得到长生不死药之后，主动送给了嫦娥。嫦娥服下丹药之后直接飞入月宫，在月中当官。

### 拯救黎民版
后羿是远古时期有穷国的国王，力大无穷，勇武善射，但性格暴躁，滥施苛政，弄得民不聊生。后羿想长生不老，于是他从王母娘娘那里拿来了可以成仙得道的灵药。美丽善良的妻子嫦娥得知此事，为使百姓免受后羿长期的残暴统治，就偷偷把仙药吃了，化作仙女飘向月宫，成了月宫中的神女。

### 后羿不忠版
屈原的《天问》中说：后羿成为射日英雄后，对嫦娥有不忠行为，和河伯的妻子发生暧昧关系，因而引起嫦娥极大的不满，一气之下就离开后羿跑到天上去了。

## 相關影視作品
- 1988年《嫦娥奔月》（安徽电影制片厂、安徽省黄梅戏剧院）
- 2003年《奔月》（新加坡新傳媒、北京廣通、北京影藝者合拍電視劇）
- 2010年《嫦娥》（上影團體、北京紫風合拍電視劇）
- 2020年《飞奔去月球》
- 2022年《嫦娥奔月》中國電影

## 相關文學作品
- 2020年《月面戰境》 （王瀧ISAO 著作，更生文化設計有限公司）ISBN：9789869944625